# Świnoujście (stacja kolejowa)
Świnoujście – stacja kolejowa w Świnoujściu, w województwie zachodniopomorskim. Według klasyfikacji PKP ma kategorię dworca turystycznego.
Od 1959 znajduje się w granicach Świnoujścia, dawniej w miejscowości Warszów i tak też się nazywała.

## Charakterystyka
Dworzec znajduje w przemysłowej dzielnicy Warszów na wyspie Wolin, w prawobrzeżnej części miasta. W pobliżu stacji znajduje się przeprawa promowa do centrum miasta, oraz dworzec autobusów dalekobieżnych PKS. Stacja w pełni jest przystosowana dla osób niepełnosprawnych. Na stacji zainstalowany jest elektroniczny system zapowiedzi pociągów, którym zarządza spółka PKP PLK. W pobliżu dworca kolejowego pętle mają linie autobusowe numer: A, B, 5, 7, 77. Promy obsługujące przeprawę w kierunku do centrum kursują co 30 minut. W obrębie dworca w 2023 roku został wybudowany węzeł przesiadkowy kolejowo-promowo-autobusowy, w obszarze ulic Dworcowej i Barlickiego znajduje się parking na 150-200 miejsc. Inwestycja ta została sfinansowana ze środków Unii Europejskiej.
W Świnoujściu rozpoczyna bieg pociąg pospieszny „Przemyślanin” do Przemyśla, który pokonuje trasę 986 km w 16 godzin (2023). Jest to najdłuższa relacja w Polsce, dlatego pociąg ten często nazywany jest polskim Orient Expressem.

## Ruch pasażerski
| Rok  | Wymiana roczna | Wymiana pasażerska na dobę |
| ---- | -------------- | -------------------------- |
| 2017 | 694 000        | 1 900                      |
| 2018 | 767 000        | 2100                       |
| 2019 | 767 000        | 2 100                      |
| 2020 | 549 000        | 1 500                      |
| 2021 | 694 000        | 1 900                      |
| 2022 |                | 2 400                      |